# Coeligena torquata
Coeligena torquata là một loài chim trong họ Trochilidae.

## Hình ảnh

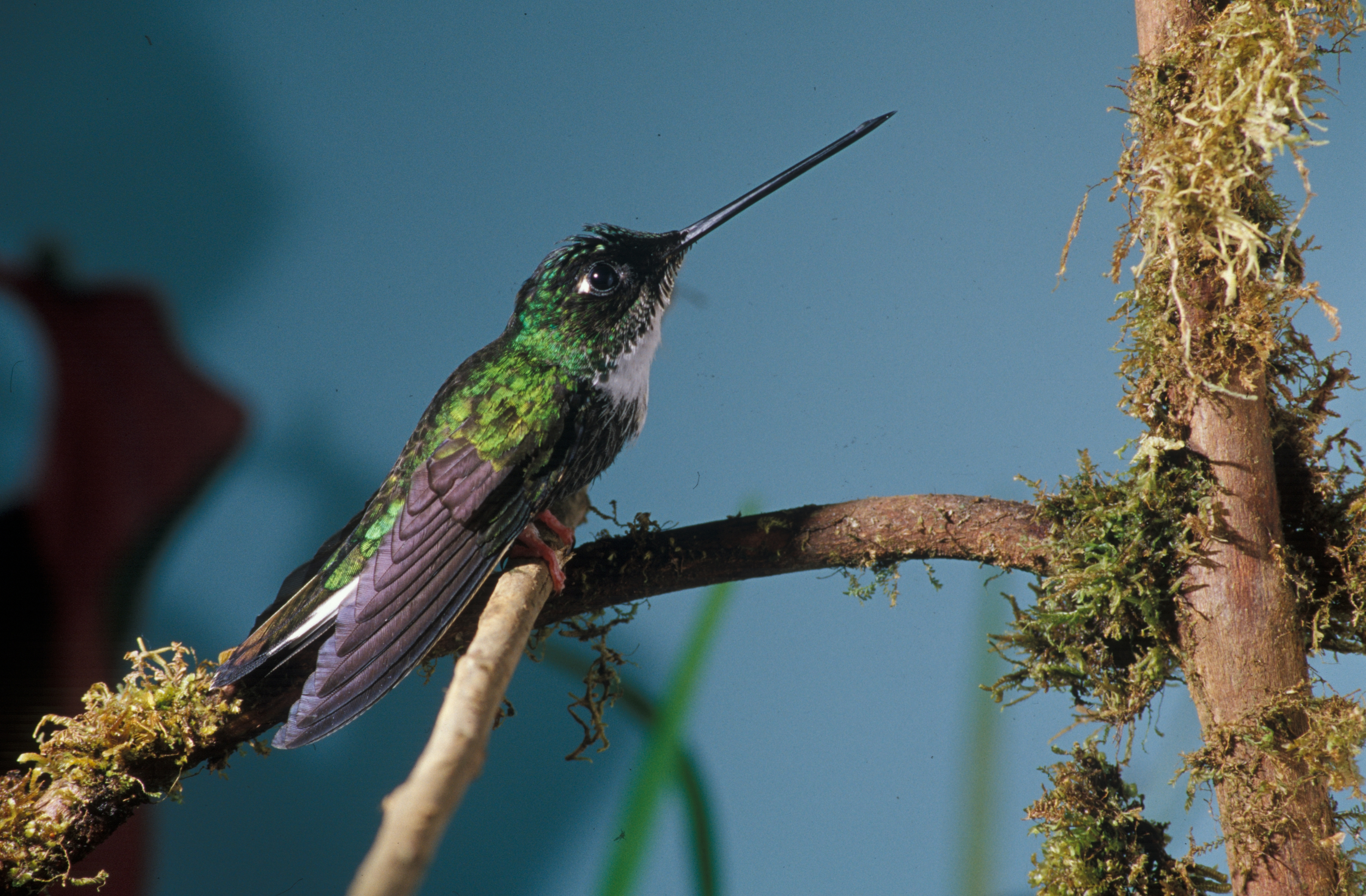
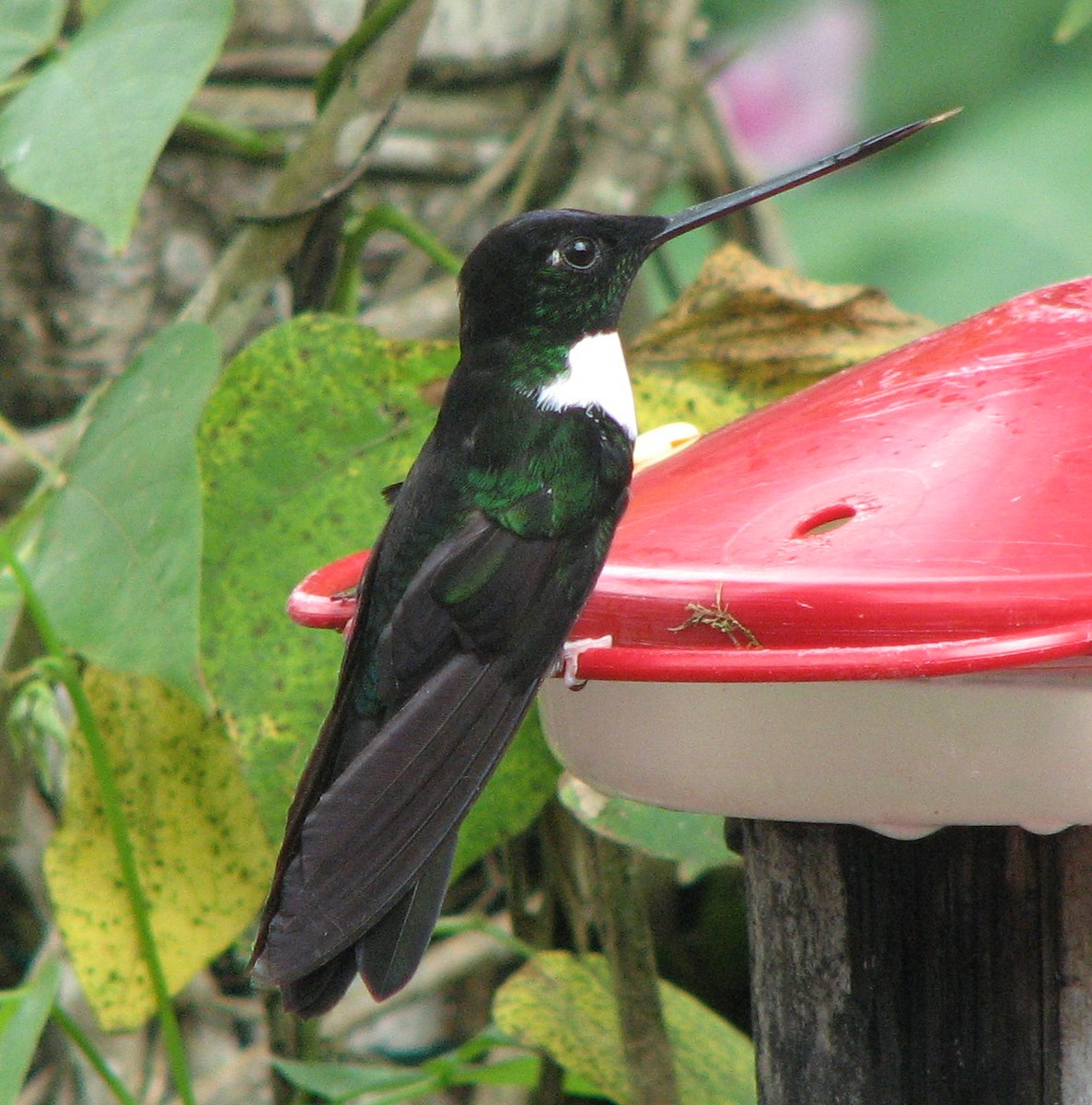
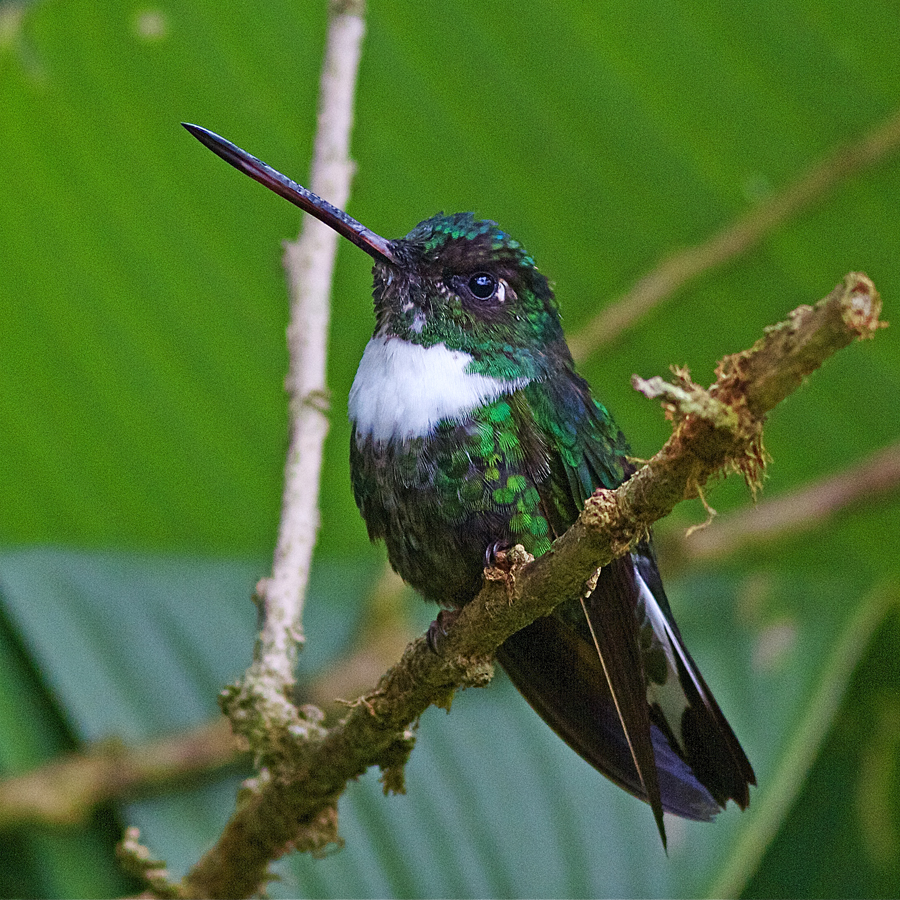